# اگنام توادی
اگنام توادی (به لاتین: Agnam Thiodaye) یک منطقهٔ مسکونی در سنگال است که در Matam, Senegal واقع شده‌است.

## خصوصیات
اگنام توادی ۳٬۵۷۹ نفر جمعیت دارد.